# Epitaxi
Epitaxi är ordnad tillväxt av en kristallin film på ett kristallint substrat.
Epitaxi används ofta för produktion av halvledarmaterial då det ger stor möjlighet att kontrollera kristallstrukturen och den kemiska sammansättningen vilket gör att man får bra kontroll över halvledarens egenskaper. Detta är av stor betydelse för halvledarkomponenter.
Det finns flera typer av epitaxi där olika reaktanter används: vätskefasepitaxi, där gasfasepitaxi, och molekylstråleepitaxi. 
Epitaxi där substrat och film har samma kristallstruktur kallas homoepitaxi. Om de två kristallstrukturerna skiljer sig åt används begreppet heteroepitaxi.